# Cultura polinesia

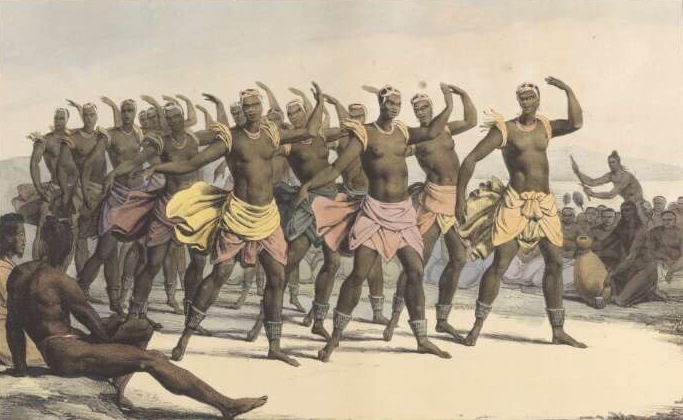
Female dancers of the Sandwich Islands, representada por Louis Choris, el artista a bordo del barco ruso Rurick, que visitó Hawái en 1816.

La Cultura polinesia es la cultura de los pueblos indígenas de la Polinesia que comparten rasgos comunes en el idioma, las costumbres y la sociedad. Secuencialmente, el desarrollo de la cultura polinesia se puede dividir en cuatro eras históricas diferentes: 
- Exploración y asentamiento (c. 1800 a. C. - c. 700 d. C.)
- Desarrollo en aislamiento (c. 700 - 1595)
- Encuentro europeo y colonización hasta la Segunda Guerra Mundial (1595–1946)
- Tiempos modernos / después de la Segunda Guerra Mundial.

## Orígenes, exploración y asentamiento (c. 1800 a.C. - c. 700 d.C.)

Desde Taiwán a través de Melanesia hasta la Polinesia, y la migración anterior a Australia y Nueva Guinea. Nueva Zelanda fue una de las últimas tierras importantes en ser colonizada por humanos.

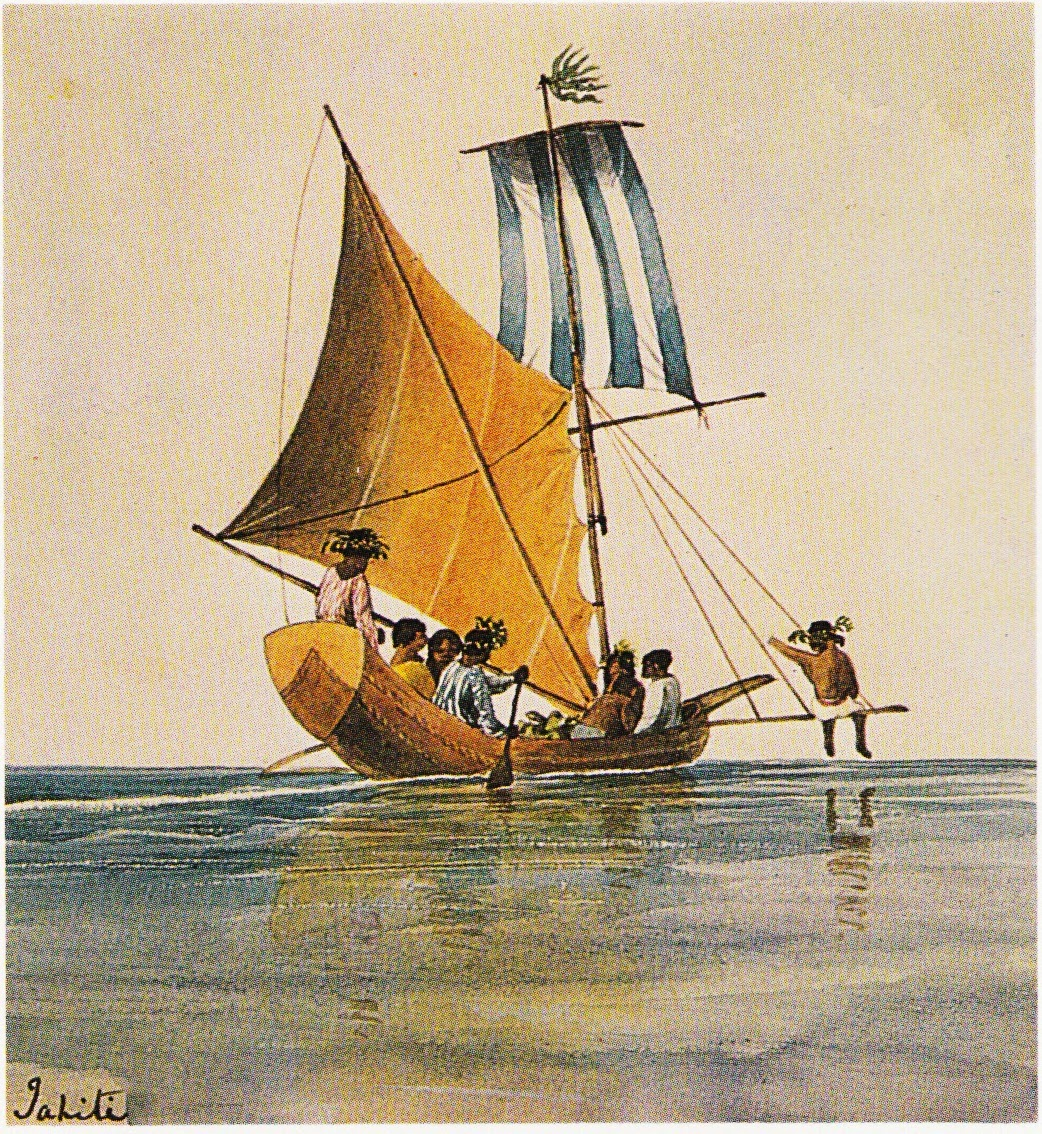
Canoas de vela tahitianas, circa 1846 y 1847.

El análisis del ADN mitocondrial  materno sugiere que los polinesios, incluidos los samoanos, tonganos, niúes, isleños de Cook, tahitianos, hawaianos, marqueses y maoríes , están vinculados genéticamente a los pueblos indígenas de partes del sudeste marítimo de Asia, incluidos los aborígenes taiwaneses. Esta evidencia de ADN es apoyada por evidencia lingüística y arqueológica. Estudios recientes sobre el análisis del cromosoma paterno Y muestran que los polinesios también están vinculados genéticamente a los pueblos de Melanesia. Entre 2000 y 1000 a. C., los hablantes de lenguas austronesias se extendieron por el sudeste asiático marítimo, casi desde el principio con todo seguridad desde Taiwán, hasta los límites de Micronesia y Melanesia . En el registro arqueológico hay huellas bien definidas de esta expansión que permiten seguir y fechar con cierta certeza el camino que tomó. A mediados del milenio II a. C., apareció repentinamente una cultura distintiva en el noroeste de Melanesia, en el archipiélago de Bismarck, la cadena de islas que forma un gran arco desde Nueva Bretaña hasta las Islas del Almirantazgo. Esta cultura, conocida como Lapita, se destaca en el registro arqueológico melanesio, con sus grandes aldeas permanentes en terrazas de playa a lo largo de las costas. Particularmente característico de la cultura lapita es la fabricación de cerámica, que incluye una gran cantidad de vasijas de formas variadas, algunas se distinguen por sus finos diseños y motivos prensados en la arcilla, esta cerámica simple polinesia sería por causa del complejo cultura lapita y producto del aislamiento. En apenas tres o cuatro siglos, entre el 1300 y el 900 a. C., la cultura lapita se extendió 6000 km más al este del archipiélago de Bismarck, hasta llegar a Samoa y Tonga. En esta región, se desarrolló la cultura polinesia distintiva.
Los proto-polinesios que encuentran su origen en el sudeste asiático marítimo, eran un pueblo aventurero con habilidades de navegación altamente desarrolladas. Perfeccionaron sus técnicas de navegación marítima y de embarcaciones, a medida que cada generación sucesiva «saltaban de isla en isla», partiendo de la isla de Taiwán a través de los archipiélagos filipino e indonesio y al oeste de las Islas Marianas, finalmente dispersándose por todo el océano Pacífico. Colonizaron islas previamente inestables haciendo largos viajes en canoa, en algunos casos contra los vientos y mareas dominantes. El sol y las estrellas, y las observaciones cuidadosas de los reflejos de las nubes y los patrones de vuelo de las aves, fueron capaces de ayudarles en determinar la existencia y la ubicación de las islas; el nombre dado a una estrella o constelación tomada como una marca para guiarse fue kaweinga. El descubrimiento de nuevas islas y grupos de islas se realizó a través de pequeños pueblos enteros llamados vanua o "banwa" que navegan en grandes canoas de casco simple o doble. La evidencia arqueológica indica que alrededor del año 1280 dC, estos viajeros habían establecido el vasto Triángulo polinésico con la esquina norte en Hawái, la esquina oriental en Rapa Nui (Isla de Pascua) y, por último, la esquina sur en Nueva Zelanda.
Se ha sugerido que los viajeros polinesios llegaron a la parte continental de Sudamérica, antes incluso que los europeos y que pudieron ser los introductorios de la especie de gallina mapuche; esta última hipótesis tomó fuerza cuando, a principios de junio de 2007, antropólogos chilenos y neozelandeses, anunciaron haber encontrado unos cincuenta huesos de pollo en el sitio arqueológico de El Arenal, en la península de Arauco en el sur de Chile.345 El análisis del ADN mitocondrial de esos huesos, así como de gallinas mapuches, demostró que pertenecían a especies polinesias, la datación por radiocarbono de esos huesos de pollo estableció entre los años 1321 y 1407. Este informe inicial sugería un origen polinesio precolombino. Sin embargo, un informe posterior en el que se examinaban los mismos especímenes concluyó: 

Un espécimen chileno publicado, aparentemente precolombino, y seis especímenes pre-europeos polinesios también se agrupan con las mismas secuencias de Europa / India subcontinental y del sudeste asiático, lo que no da soporte a una introducción de pollos polinesios en Sudamérica. En contraste, las secuencias de dos sitios arqueológicos en el grupo de la Isla de Pascua con un haplogrupo poco común de Indonesia, Japón y China y pueden representar una firma genética de una dispersión polinesia temprana. La modelación de la posible contribución del carbono marino al espécimen arqueológico chileno arroja más dudas sobre las afirmaciones de pollos precolombinos, y las pruebas definitivas requerirán análisis adicionales de secuencias antiguas de ADN y datos de radiocarbono e isótopos estables de excavaciones arqueológicas tanto en Chile como en la Polinesia.

El cultivo antes de la exploración occidental por muchas culturas polinesias de la batata, una planta sudamericana, también es evidencia de contacto. El camote ha sido fechado por radiocarbono en las Islas Cook hasta el año 1000, y la idea actual es que fue llevado a la Polinesia central alrededor del año 700, posiblemente por los polinesios que viajaron a Sudamérica y regresaron, y se extendieron a través de la Polinesia a Hawái y Nueva Zelanda desde allí.

## Desarrollo en aislamiento (c. 700 a 1595)

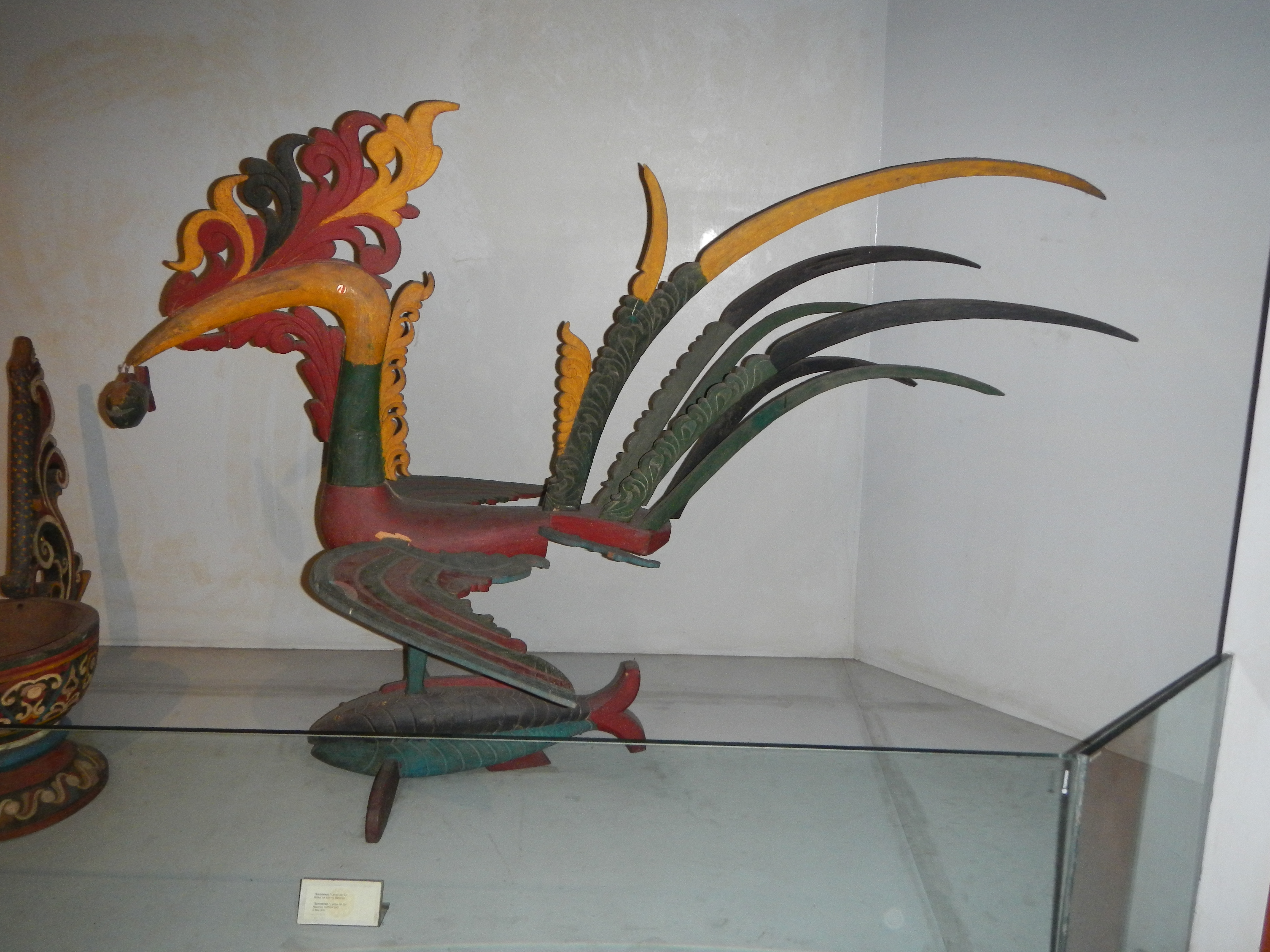
Talla de madera (Sarimanok) procedente de Maranao, Mindanao.

Aunque los primeros polinesios eran hábiles navegantes, la mayoría de las pruebas indican que su principal motivación exploratoria era aliviar las demandas de las poblaciones en crecimiento. La mitología polinesia no habla de exploradores empeñados en la conquista de nuevos territorios, sino más bien de descubridores heroicos de nuevas tierras para el beneficio de quienes viajaron con ellos.
Si bien el aumento de la afluencia de inmigrantes procedentes de otras islas de la Polinesia a veces aumentaba el crecimiento y el desarrollo de la población local, en su mayor parte, la cultura de cada isla o grupo de islas se desarrollaba de forma aislada. No hubo una comunicación generalizada entre los grupos de islas, ni hay muchos indicios durante este período de interés en tales comunicaciones, al menos por razones económicas. Sin embargo, casi todas estas colonias aisladas procedentes del sudeste asiático marítimo aún conservan la fuerte influencia de su cultura ancestral. Estos son muy obvios en las jerarquías sociales, el lenguaje y la tecnología que apuntan a una fuente común con los Dayaks,Tao, Ifugao y Bajau.
Durante el período posterior al asentamiento completo de la Polinesia, cada población local se desarrolló políticamente de diversas maneras, desde reinos plenamente desarrollados en algunas islas y grupos de islas, hasta tribus en guerra constante o grupos de familias extendidas entre varias secciones de las islas, o en algunos casos, incluso dentro de los mismos valles en varias islas.
Si bien es probable que las presiones demográficas hayan causado tensiones entre los diversos grupos, la principal fuerza que parece haber impulsado la unidad o la división entre las tribus y los grupos familiares es geofísica: en las islas bajas, donde las comunicaciones son esencialmente sin trabas, no parece que se haya desarrollado ninguna incidencia de conflicto ampliamente observable.
Mientras tanto, en la mayoría de las islas altas, había, históricamente, grupos beligerantes que habitaban varios distritos, generalmente delimitados principalmente por crestas montañosas, con límites de tierras bajas cuidadosamente trazados. Sin embargo, desde el principio, muchas de estas islas desarrollaron una estructura social y política unida, generalmente bajo el liderazgo de un monarca fuerte. Un ejemplo son las Islas Marquesas, que, a diferencia de otros grupos de islas altas de la Polinesia, no están rodeadas de arrecifes de coral y, por lo tanto, no tienen llanuras costeras bajas. Todos los valles de las marquesas son accesibles a otros valles únicamente en barco, o viajando por las escarpadas crestas de las montañas.

## Danza

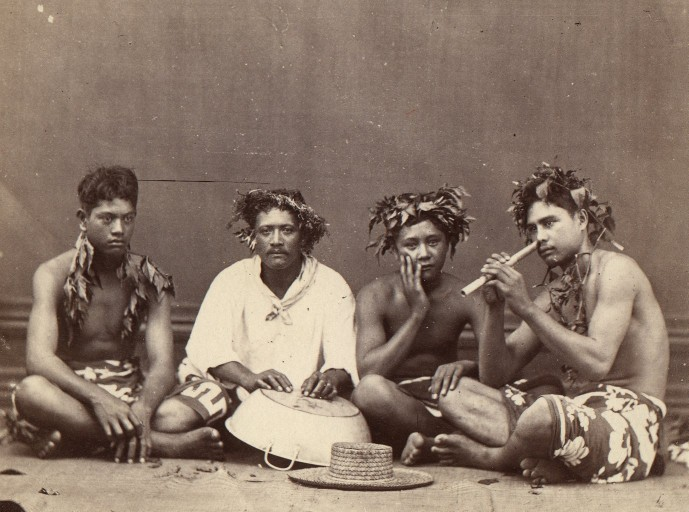
Cuatro tahitianos, uno de los cuales toca la flauta nasal. Publicación: País : Photothèque du Musée de l'Homme, 1880-1889.

Las variedades de danza de las islas de la Polinesia son conocidas por ser simplecidad. La danza hula se origina en la cultura austronesia y es culturalmente similar a los tipos de danza que se conocen en culturas lingüísticas similares, como Bali. Esta música es esencialmente vocal o está centrada en el acompañamiento percusivo, como el que se observa durante la danza tahitiana, del 'Ori Tahiti o tamure. Otros estilos, que comparten los movimientos de percusión del tamure, tienen un nombre específico, como aparima. Los primeros navegantes europeos describen alrededor de 17 bailes tradicionales diferentes de Tahití. Cuatro formas principales son las que más se practican: el ' ote'a, el aparima la pao'a y hivinau.
Es cierto que había canciones sagradas y canciones de trabajo antes de la llegada de James Cook, pero únicamente quedan fragmentos de algunas piezas.Cuando los misioneros cristianos llegaron a la Polinesia alrededor del 1790, se instituyeron himnos y otras formas de música cristiana y algunos de los géneros musicales nativos fueron controlados e incluso prohibidos. Pronto, el canto polifónico tradicional se fusionó con los estilos cristianos y el canto de la iglesia, y junto con las bandas de música se convirtió en una parte importante de la cultura musical polinesia en todo el Pacífico.

## Contacto europeo y colonización, hasta la Segunda Guerra Mundial (1595 a 1945)
Las primeras islas polinesias visitadas por los exploradores europeos fueron las islas Marquesas , descubiertas por los europeos cuando el navegante español, Álvaro de Mendaña, encontró las islas en 1595. Debido a la escasez de recursos minerales o gemológicos , la exploración de la Polinesia por navegantes europeos (cuyo interés principal era económico), fue de poco más que un interés pasajero. El gran navegante, el capitán James Cook, fue el primero en intentar explorar la mayor cantidad posible de Polinesia.
Después de los contactos europeos iniciales con la Polinesia, un gran número de cambios ocurrido dentro de la cultura Polinesia, principalmente como resultado de la colonización por las potencias europeas, la introducción de un gran número de alienígenas enfermedades a las que los polinesios tenían ninguna inmunidad, las empresas de esclavos para el suministro de plantaciones en América del Sur, y una afluencia de misioneros cristianos , muchos de los cuales consideraban a los polinesios como descendientes de las tribus perdidas de Israel. En muchos casos, los poderes colonizadores, generalmente bajo la presión de los elementos misioneros,  en su afán de convertir a los nativos al cristianismo terminaron con antiguas creencias y ritos ancestrales, así como con la competencia del Tangata manu (Hombre Pájaro). No obstante, también gracias a esos primeros misioneros, se tienen relatos de lo que fue la forma de vida en la Isla de Pascua y se salvaron muchos de sus objetos más representativos. A principios del siglo XX, casi toda la Polinesia fue colonizada u ocupada en diversos grados por los poderes coloniales occidentales, de la siguiente manera:
- Chile
  - Isla de Pascua
- Francia
  - Wallis y Futuna
  - Polinesia francesa
- Alemania
  - Samoa alemana
- Reino Unido
  - Niue
  - Islas Cook
  - Nueva Zelanda
  - Tokelau
  - Tuvalu (como "Islas Ellice")
  - Islas Pitcairn y sus islas asociadas
- Estados Unidos
  - Samoa Americana
  - Hawái
  - la mayor parte de las Islas de la Línea
  - la mayor parte de las Islas Fénix

Todas las islas periféricas polinesias de la Polinesia se incorporaron a las reclamaciones territoriales que a veces se superpusieron de Japón, el Reino Unido y Francia.
Durante la Segunda Guerra Mundial, varias islas polinesias desempeñaron papeles críticos. El ataque crítico que llevó a los Estados Unidos a la guerra fue el  ataque japonés a Pearl Harbor, en el centro-sur de Oahu, Hawái .
Los aliados desarrollaron varias islas como bases militares , especialmente por las fuerzas estadounidenses, incluso hasta el este de Bora Bora.

## Tiempos modernos / después de la Segunda Guerra Mundial (1945 hasta el presente)
Después de la Segunda Guerra Mundial, el cambio político llegó más lentamente a las islas de la Polinesia que a las otras partes de las colonias de ultramar de las potencias europeas. Aunque la soberanía fue otorgada por la proclamación real a Nueva Zelanda a partir de 1907, esto no entró en vigencia hasta 1947. Siguieron en independencia las naciones (y los poderes soberanos de los cuales obtuvieron la independencia política completa) de:
- Samoa, como "Samoa Occidental " (de Nueva Zelanda) en 1962
- Tuvalu (del Reino Unido) en 1978
- las Islas Fénix y la mayoría de las Islas de la Línea como parte de la república de Kiribati (desde el Reino Unido) en 1979
- Niue (de Nueva Zelanda) en 1974 [8] [9]
- Tonga nunca fue en realidad una colonia, sino un protectorado limitado del Reino Unido y nunca abandonó el autogobierno interno, pero cuando los tonganos decidieron de nuevo los asuntos exteriores externos sin hacer referencia al Reino Unido en 1970, se dijo que Tonga se había unido a la Comunidad de las Naciones. Tonga es el único grupo de islas en el Pacífico Sur que nunca fue colonizado por una potencia europea.

Las islas restantes todavía están bajo la soberanía oficial de las siguientes naciones:
- Hawái (Estados Unidos
- Samoa Americana (Estados Unidos)
- Islas Cook (Nueva Zelanda)
- Polinesia Francesa (Francia)
- Islas Pitcairn  (Reino Unido)
- Tokelau (Nueva Zelanda)
- Wallis y Futuna (Francia)
- Isla de Pascua (Chile)
- Islas Howland, Baker, Jarvis y el atolón Palmyra (Estados Unidos)

Los diversos valores atípicos se encuentran en el territorio soberano de las naciones de Vanuatu, Islas Salomón, Fiyi, los Estados Federados de Micronesia y el territorio francés de Nueva Caledonia. Hawái se convirtió en un estado de los Estados Unidos, dándole el mismo estatus político a los otros 49 estados.
La independencia y el aumento de la autonomía no es la única influencia que afecta a la sociedad polinesia moderna. Las principales fuerzas impulsoras son, de hecho, la accesibilidad cada vez mayor de las islas a influencias externas, a través de comunicaciones aéreas mejoradas, así como a través de capacidades de telecomunicaciones enormemente mejoradas. La importancia económica del turismo.También ha tenido un tremendo impacto en la dirección del desarrollo de las diversas sociedades insulares.  La accesibilidad de fuentes externas, así como la viabilidad turística de islas individuales, ha jugado un papel importante al cual la cultura moderna se ha adaptado para acomodar los intereses de los forasteros, en oposición a las influencias de aquellos que intentan promover la retención de las tradiciones nativas. Debido a esto, la Polinesia es hoy un área en diversos grados de flujo cultural extremo.
En la genética de los polinesios de hoy, el acervo genético se mezcla con muchos pueblos diferentes. Como ejemplo principal de Hawái, hubo una gran afluencia de asiáticos como filipinos, coreanos, japoneses y chinos durante el siglo XIX y el siglo XX para el trabajo de plantación. Por lo tanto, esto ha llevado a que los hawaianos-polinesios puros sean pocos y muy separados.